# Кирпичного завода № 1
Кирпичного завода № 1 (рос. Кирпичного завода № 1) — селище у Приволзькому районі Астраханської області Російської Федерації.
Населення становить 3041  (2010). Входить до складу муніципального утворення Фунтовська сільрада.

## Історія
Населений пункт розташований на території українського етнічного та культурного краю Жовтий Клин. Від 1980 року належить до Приволзького району.
Згідно із законом від 6 серпня 2004 року органом місцевого самоврядування є Фунтовська сільрада.

## Населення
| 2002 | 2010  |
| ---- | ----- |
| 2528 | ↗3041 |